# Campeonato Europeu de Esportes Aquáticos de 1999
O Campeonato Europeu de Esportes Aquáticos de 1999 foi a 24ª edição do evento organizado pela Liga Europeia de Natação (LEN). A competição foi realizada entre os dias 26 de julho e 1 de agosto de 1999, em Istambul na Turquia‎. 

## Medalhistas

### Natação
Masculino
| Evento          | Ouro                                                                                           | Ouro     | Prata                                                                           | Prata    | Bronze | Bronze   |
| 50 m Livre      | Pieter van den Hoogenband · Países Baixos                                                      | 22.06    | Lorenzo Vismara · Itália                                                        | 22.21    | Alexander Popov · Rússia | 22.32    |
| 100 m Livre     | Pieter van den Hoogenband · Países Baixos                                                      | 48.47    | Alexander Popov · Rússia                                                        | 48.82    | Lars Frölander · Suécia | 49.40    |
| 200 m Livre     | Pieter van den Hoogenband · Países Baixos                                                      | 1:47.09  | Paul Palmer · Reino Unido                                                       | 1:48.01  | Massimiliano Rosolino · Itália | 1:48.37  |
| 400 m Livre     | Paul Palmer · Reino Unido                                                                      | 3:48.12  | Emiliano Brembilla · Itália                                                     | 3:48.50  | Dragoş Coman · Roménia | 3:49.04  |
| 1500 m Livre    | Igor Snitko · Ucrânia                                                                          | 15:07.19 | Dragoş Coman · Roménia                                                          | 15:13.10 | Sylvain Cros · França | 15:19.26 |
| 50 m Costas     | Stev Theloke · Alemanha                                                                        | 25.66    | Thomas Rupprath · Alemanha                                                      | 25.94    | Mariusz Siembida · Polónia | 26.07    |
| 100 m Costas    | Stev Theloke · Alemanha                                                                        | 55.18    | Gordan Kožulj · Croácia                                                         | 55.84    | Eithan Urbach · Israel | 55.87    |
| 200 m Costas    | Ralf Braun · Alemanha                                                                          | 1:59.74  | Gordan Kožulj · Croácia                                                         | 2:00.07  | Emanuele Merisi · Itália | 2:00.50  |
| 50 m Peito      | Mark Warnecke · Alemanha                                                                       | 27.95    | Oleg Lisogor · Ucrânia                                                          | 28.21    | Károly Güttler · Hungria | 28.29    |
| 100 m Peito     | Domenico Fioravanti · Itália                                                                   | 1:01.34  | Mark Warnecke · Alemanha                                                        | 1:01.97  | Stéphan Perrot · França | 1:02.08  |
| 200 m Peito     | Stéphan Perrot · França                                                                        | 2:12.46  | Dmitry Komornikov · Rússia                                                      | 2:12.88  | Yohann Bernard · França | 2:12.96  |
| 50 m Borboleta  | Pieter van den Hoogenband · Países Baixos                                                      | 23.89    | Miloš Milošević · Croácia                                                       | 24.17    | Mark Foster · Reino UnidoLars Frölander · Suécia | 24.39    |
| 100 m Borboleta | Lars Frölander · Suécia                                                                        | 52.61    | James Hickman · Reino Unido                                                     | 52.97    | Denys Sylantyev · Ucrânia | 53.04    |
| 200 m Borboleta | Franck Esposito · França                                                                       | 1:57.20  | Denys Sylantyev · Ucrânia                                                       | 1:57.29  | Anatoly Polyakov · Rússia | 1:57.89  |
| 200 m Medley    | Marcel Wouda · Países Baixos                                                                   | 2:01.43  | Massimiliano Rosolino · Itália                                                  | 2:01.46  | Jani Sievinen · Finlândia | 2:02.11  |
| 400 m Medley    | Frederik Hviid · Espanha                                                                       | 4:17.16  | Michael Halika · Israel                                                         | 4:17.49  | Marcel Wouda · Países Baixos | 4:18.26  |
| 4x100 m Livre   | Países Baixos · Johan Kenkhuis · Mark Veens · Marcel Wouda · Pieter van den Hoogenband         | 3:16.27  | Rússia · Denis Pimankov · Sergey Ashihmin · Dmitry Chernyshov · Alexander Popov | 3:19.49  | Alemanha · Christian Keller · Lars Merseburg · Christian Tröger · Lars Conrad                                                                                   | 3:20.20  |
| 4x200 m Livre   | Alemanha · Christian Keller · Stefan Pohl · Lars Conrad · Michael Kiedel                       | 7:19.63  | Reino Unido · Paul Palmer · Gavin Meadows · James Salter · Edward Sinclair      | 7:19.91  | Rússia · Maksim Korsunov · Dmitri Kuzmin · Andrey Kapralov · Dmitry Chernyshov                                                                                  | 7:25.36  |
| 4x100 m Medley  | Países Baixos · Klaas-Erik Zwering · Marcel Wouda · Stefan Aartsen · Pieter van den Hoogenband | 3:39.52  | Alemanha · Stev Theloke · Mark Warnecke · Christian Keller · Christian Tröger   | 3:40.15  | Rússia · Sergey Ostapchuk · Dmitry Komornikov · Vladislav Kulikov · Alexander Popov Suécia · Mattias Ohlin · Patrik Isaksson · Daniel Carlsson · Lars Frölander | 3:41.18  |

Feminino
| Evento          | Ouro                                                                                    | Ouro    | Prata                                                                                | Prata   | Bronze                                                                          | Bronze  |
| 50 m Livre      | Inge de Bruijn · Países Baixos                                                          | 24.99   | Therese Alshammar · Suécia                                                           | 25.30   | Alison Sheppard · Reino Unido                                                   | 25.33   |
| 100 m Livre     | Sue Rolph · Reino Unido                                                                 | 55.03   | Inge de Bruijn · Países Baixos                                                       | 55.24   | Sandra Völker · Alemanha                                                        | 55.36   |
| 200 m Livre     | Camelia Potec · Roménia                                                                 | 1:58.79 | Kerstin Kielgass · Alemanha                                                          | 2:00.09 | Natalya Baranovskaya · Bielorrússia                                             | 2:00.18 |
| 400 m Livre     | Camelia Potec · Roménia                                                                 | 4:08.09 | Kerstin Kielgass · Alemanha                                                          | 4:08.57 | Yana Klochkova · Ucrânia                                                        | 4:10.11 |
| 800 m Livre     | Hannah Stockbauer · Alemanha                                                            | 8:33.79 | Kirsten Vlieghuis · Países Baixos                                                    | 8:35.19 | Jana Henke · Alemanha                                                           | 8:37.06 |
| 50 m Costas     | Sandra Völker · Alemanha                                                                | 28.71   | Nina Zhivanevskaya · Espanha                                                         | 29.02   | Metka Šparovec · Eslovênia                                                      | 29.25   |
| 100 m Costas    | Sandra Völker · Alemanha                                                                | 1:01.39 | Nina Zhivanevskaya · Espanha                                                         | 1:01.98 | Roxana Maracineanu · França                                                     | 1:02.47 |
| 200 m Costas    | Roxana Maracineanu · França                                                             | 2:11.94 | Yuliya Fomenko · RússiaCathleen Rund · Alemanha                                      | 2:13.33 |                                                                                 |         |
| 50 m Peito      | Ágnes Kovács · Hungria                                                                  | 31.44   | Zoë Baker · Reino Unido                                                              | 31.53   | Janne Schäfer · Alemanha                                                        | 32.22   |
| 100 m Peito     | Ágnes Kovács · Hungria                                                                  | 1:08.75 | Svitlana Bondarenko · Ucrânia                                                        | 1:09.33 | Brigitte Becue · Bélgica                                                        | 1:10.23 |
| 200 m Peito     | Ágnes Kovács · Hungria                                                                  | 2:27.12 | Beatrice Câșlaru · Roménia                                                           | 2:27.80 | Alicja Pęczak · Polónia                                                         | 2:28.93 |
| 50 m Borboleta  | Anna-Karin Kammerling · Suécia                                                          | 26.29   | Johanna Sjöberg · Suécia                                                             | 26.93   | Chantal Groot · Países Baixos                                                   | 27.41   |
| 100 m Borboleta | Inge de Bruijn · Países Baixos                                                          | 58.49   | Johanna Sjöberg · Suécia                                                             | 58.97   | Diana Mocanu · Roménia                                                          | 1:00.02 |
| 200 m Borboleta | Mette Jacobsen · Dinamarca                                                              | 2:10.40 | María Peláez · Espanha                                                               | 2:11.49 | Otylia Jędrzejczak · Polónia                                                    | 2:11.60 |
| 200 m Medley    | Yana Klochkova · Ucrânia                                                                | 2:14.02 | Beatrice Câșlaru · Roménia                                                           | 2:15.12 | Sabine Herbst · Alemanha                                                        | 2:16.95 |
| 400 m Medley    | Yana Klochkova · Ucrânia                                                                | 4:38.14 | Beatrice Câșlaru · Roménia                                                           | 4:40.98 | Hana Černá · Chéquia                                                            | 4:45.45 |
| 4x100 m Livre   | Alemanha · Katrin Meissner · Antje Buschschulte · Franziska van Almsick · Sandra Völker | 3:40.87 | Suécia · Louise Jöhncke · Josefin Lillhage · Malin Svahnström · Therese Alshammar    | 3:43.07 | Reino Unido · Alison Sheppard · Claire Huddart · Karen Pickering · Sue Rolph    | 3:43.55 |
| 4x200 m Livre   | Alemanha · Franziska van Almsick · Silvia Szalai · Hannah Stockbauer · Kerstin Kielgass | 8:01.66 | Suécia · Josefin Lillhage · Malin Svahnström · Johanna Sjöberg · Louise Jöhncke      | 8:07.37 | Roménia · Camelia Potec · Ioana Diaconescu · Simona Păduraru · Beatrice Câșlaru | 8:07.75 |
| 4x100 m Medley  | Suécia · Therese Alshammar · Maria Östling · Johanna Sjöberg · Malin Svahnström         | 4:07.52 | Alemanha · Sandra Völker · Silvia Pulfrich · Franziska van Almsick · Katrin Meissner | 4:07.72 | Reino Unido · Katy Sexton · Zoë Baker · Sue Rolph · Karen Pickering             | 4:09.18 |

### Maratona aquática
Masculino
| Evento | Ouro                         | Ouro      | Prata                    | Prata     | Bronze                   | Bronze    |
| 5 km   | Yevgeny Bezruchenko · Rússia | 59:08.1   | Aleksey Akatyev · Rússia | 59:13.5   | Samuele Pampana · Itália | 59:16.1   |
| 25 km  | Aleksey Akatyev · Rússia     | 5:11:06.6 | Anton Sanachev · Rússia  | 5:11:59.7 | André Wilde · Alemanha   | 5:12:40.8 |

Feminino
| Evento | Ouro                    | Ouro      | Prata                    | Prata     | Bronze                   | Bronze    |
| 5 km   | Peggy Büchse · Alemanha | 1:01:56.6 | Viola Valli · Itália     | 1:01:57.8 | Britta Kamrau · Alemanha | 1:02:00.6 |
| 25 km  | Olga Gusseva · Rússia   | 5:58:28.3 | Angela Maurer · Alemanha | 5:59:30.5 | Britta Kamrau · Alemanha | 5:59:33.2 |

### Nado sincronizado
Feminino
| Evento | Ouro                                        | Ouro   | Prata                                    | Prata  | Bronze                                        | Bronze |
| Solo   | Olga Brusnikina · Rússia                    | 99.000 | Virginie Dedieu · França                 | 97.680 | Giovanna Burlando · Itália                    | 95.880 |
| Dueto  | Rússia · Olga Brusnikina · Mariya Kiselyova | 99.190 | França · Virginie Dedieu · Myriam Lignot | 97.240 | Itália · Giovanna Burlando · Maurizia Cecconi | 97.240 |
| Equipe | Rússia                                      | 99.080 | França                                   | 97.480 | Itália                                        | 96.240 |

### Saltos Ornamentais
Masculino
| Evento                       | Ouro                                     | Ouro   | Prata                                        | Prata  | Bronze                                       | Bronze |
| Trampolim 1 m                | José Miguel Gil · Espanha                | 396.66 | Andreas Wels · Alemanha                      | 395.97 | Stefan Ahrens · Alemanha                     | 367.68 |
| Trampolim 3 m                | Tony Ally · Reino Unido                  | 415.62 | Imre Lengyel · Hungria                       | 402.30 | Jukka Piekkanen · Finlândia                  | 395.70 |
| Plataforma 10 m              | Dmitri Sautin · Rússia                   | 435.87 | Heiko Meyer] · Alemanha                      | 426.18 | Roman Volodkov · Ucrânia                     | 416.52 |
| Trampolim 3 m sincronizado   | Itália · Donald Miranda · Nicola Marconi | 303.24 | Alemanha · Holger Schlepps · Alexander Mesch | 299.79 | Reino Unido · Tony Ally · Mark Shipman       | 296.01 |
| Plataforma 10 m sincronizado | Alemanha · Jan Hempel · Heiko Meyer      | 320.46 | Rússia · Igor Lukashin · Vladimir Timoshinin | 318.39 | Reino Unido · Leon Taylor · Peter Waterfield | 295.44 |

Feminino
| Evento                       | Ouro                                                  | Ouro   | Prata                                    | Prata  | Bronze                                        | Bronze |
| Trampolim 1 m                | Vera Ilyina · Rússia                                  | 283.41 | Irina Lashko · Rússia                    | 277.59 | Conny Schmalfuß · Alemanha                    | 265.11 |
| Trampolim 3 m                | Vera Ilyina · Rússia                                  | 312.39 | Irina Lashko · Rússia                    | 293.67 | Conny Schmalfuß · Alemanha                    | 293.55 |
| Plataforma 10 m              | Olena Zhupina · Ucrânia                               | 338.28 | Dolores Sáez · Espanha                   | 329.22 | Svetlana Timoshinina · Rússia                 | 307.53 |
| Trampolim 3 m sincronizado   | Ucrânia · Ganna Sorokina · Olena Zhupina              | 285.15 | Alemanha · Simona Koch · Conny Schmalfuß | 281.10 | França · Odile Arboles-Souchon · Julie Danaux | 262.68 |
| Plataforma 10 m sincronizado | Rússia · Yevgeniya Olshevskaya · Svetlana Timoshinina | 272.46 | Alemanha · Anke Piper · Ute Wetzig       | 264.69 | França · Odile Arboles-Souchon · Julie Danaux | 254.94 |

## Quadro de medalhas
| Ordem | País          | Medalha de ouro | Medalha de prata | Medalha de bronze | Total |
| ----- | ------------- | --------------- | ---------------- | ----------------- | ----- |
| 1     | Alemanha      | 12              | 13               | 11                | 36    |
| 2     | Rússia        | 10              | 9                | 5                 | 24    |
| 3     | Países Baixos | 9               | 2                | 2                 | 13    |
| 4     | Ucrânia       | 5               | 3                | 3                 | 11    |
| 5     | Suécia        | 3               | 5                | 3                 | 11    |
| 6     | Reino Unido   | 3               | 4                | 6                 | 13    |
| 7     | França        | 3               | 3                | 6                 | 12    |
| 8     | Hungria       | 3               | 1                | 1                 | 5     |
| 9     | Itália        | 2               | 4                | 6                 | 12    |
| 10    | Roménia       | 2               | 4                | 3                 | 9     |
| 11    | Espanha       | 2               | 4                | 0                 | 6     |
| 12    | Dinamarca     | 1               | 0                | 0                 | 1     |
| 13    | Croácia       | 0               | 3                | 0                 | 3     |
| 14    | Israel        | 0               | 1                | 1                 | 2     |
| 15    | Polónia       | 0               | 0                | 3                 | 3     |
| 17    | Finlândia     | 0               | 0                | 2                 | 2     |
| 17    | Bielorrússia  | 0               | 0                | 1                 | 1     |
| 17    | Bélgica       | 0               | 0                | 1                 | 1     |
| 17    | Chéquia       | 0               | 0                | 1                 | 1     |
| 17    | Eslovênia     | 0               | 0                | 1                 | 1     |
| Total | Total         | 55              | 56               | 56                | 167   |